# Рафтсуннский мост
Рафтсуннский мост (норв. Raftsundbrua) — автодорожный мост, пересекающий пролив Рафтсундет между двумя Лофотенскими островами Ауствогёя (норв. Austvågøya) и Хиннёя (норв. Hinnøya). Мост является частью дороги E 10 (проект Лофаст), которая связывает Лофотенские острова с материковой частью Норвегии. Рафтсуннский мост с длиной главного пролёта в 298 метров является одним из самых крупных железобетонных консольных мостов в мире. На момент соединения консолей 24 июня 1998 года это был самый длинный в мире пролёт среди железобетонных консольных мостов. Мост заменил небольшую паромную переправу и обеспечил прямое сообщение между небольшими деревнями на востоке и городом Свольвер.

## Строительство моста

Бетонирование пролётного строения моста

Конкурс на проект моста был объявлен в 1991 году Дорожной Администрацией Нурланна. В 1993 году были объявлены результаты конкурса. Были выбраны два проекта — фирмы Aas-Jakobsen AS из Осло и фирмы BOARCH из Будё. Подрядчиком стала компания AS ANLEGG. Работы по сооружению моста начались весной 1996 года и закончились в ноябре 1998 года. Общая стоимость моста составила 125 миллионов NOK. Мост был открыт для движения 6 ноября 1998 года.
Бетонирование стоек опор осуществлялось в опалубке фирмы Doka. Во время строительства моста в сентябре 1996 года ураганом Frode было разрушено основание опоры № 3 и повреждена опалубка опоры.
Пролётное строение сооружалось методом уравновешенного навесного бетонирования. Максимальная длина блоков составляла 5 м. Для обеспечения устойчивости моста против ветровых нагрузок во время бетонирования пролётного строения были сооружены две временные опоры около опор № 3 и № 4.

## Конструкция моста
Рафтсуннский мост железобетонный рамно-консольный. Общая длина — 711 м. Имеет четыре пролёта. Схема моста: 86 + 202 + 298 + 125 м. Расположен на горизонтальной кривой радиусом 3000 м и на вертикальной кривой радиусом 5000 м. Подмостовой габарит составляет 180 м в ширину и 45 м в высоту, что даёт возможность свободного пропуска океанских судов.
Из-за расположения в достаточно сложных географических условиях, мост рассчитан на воздействие ветров со скоростью свыше 60 м/с и на сейсмическую активность (были учтены колебания почвы с ускорением 2 м/с²).
Все промежуточные опоры моста расположены на суше. Небольшой остров Gunnarbaaten служит основанием для одной из опор. Фундаменты опор моста опираются на скальные породы над уровнем воды. Постоянные опоры состоят из двух монолитных стоек. Толщина стоек постоянная, в то время как ширина изменяется в зависимости от высоты. Стойки на опорах № 3 и № 4 имеют толщину 2 м и высоту 34 м (от верха фундамента до низа пролётного строения).
Балка пролётного строения — коробчатая постоянной ширины с изменяющейся высотой. Высота балки над промежуточными опорами составляет 14,5 метров, в середине пролётов — 3,5 м.
На мосту две полосы движения и пешеходный тротуар. Общая ширина — 10,3 м. На мосту установлено стальное оцинкованное ограждение высотой 1,2 м.